# Drilldown
Als Drilldown (oder Drill-Down) wird im Allgemeinen die Navigation in hierarchischen Daten bezeichnet.
Beim Online Analytical Processing (OLAP) und Information Retrieval ist Drilldown ein Verfahren, bei dem die verschiedenen Eigenschaften von vorhandenen Informationsobjekten herangezogen werden, um die Analyse beziehungsweise Suche nach ihnen schrittweise zu verfeinern. Die Eigenschaften werden beim OLAP Dimensionen genannt. Beim Information Retrieval hingegen spricht man von Facetten. Drilldown ermöglicht ein „Hineinzoomen“, bei dem die vorhandenen Daten in unterschiedlicher Detailtiefe betrachtet werden können. Die entgegengesetzte Betrachtungsrichtung, ein schrittweises „Herauszoomen“, wird als Roll-Up oder Drill-Up bezeichnet.

## Beispiele
- Die Umsätze eines Unternehmens sind in einem Data-Warehouse mit Angaben zu Zeitraum, Produktsparte und Filiale gespeichert und können nach jeder dieser Dimensionen zusammengefasst und ausgewertet werden.
- Ein digitaler Produktkatalog eines Onlineshops enthält Datensätze zu verschiedenen Digitalkameras mit Angaben zu Preisklasse, Auflösung und Hersteller. Wählt man einen Hersteller aus, wird die Menge der Datensätze auf diesen beschränkt. Die verbleibenden Datensätze lassen sich nach Preisklasse und Auflösung durchsuchen. Ebenso kann durch weiteres Auswählen einer Gruppe die Menge der Datensätze weiter eingegrenzt werden.

## Dimensionen und Klassifikationen
Die verschiedenen Dimensionen können ihrerseits weiter hierarchisch unterteilt werden. Beispielsweise können die Filialen im Unternehmensbeispiel nach Kontinent und Land zusammengefasst werden. Beim Data-Warehousing wird eine solche Unterteilung Klassifikationshierarchie genannt. Im Information Retrieval ist eine Facettenklassifikation in verschiedene Klassifikationen für jede einzelne Facette unterteilt.